# Политички систем
Политички систем се дефинише као целина оних државних  и недржавних институција и актера, правила и процедура који су укључени у текуће процесе формулисања и решавања политичких проблема и у производњу и спровођење општеобавезујућих политичких одлука у дефинисаним оквирима политичке структуре. Због значајне сложености различитих аспеката, обично се описује као модел. Политички систем нпр. Држава је одређена њеним уставом, политичком културом и политичким елитама. Али и за наднационалне, међународне и транснационалне организације и институције (нпр. у смислу теорије режима) може се говорити о политичком систему. Покушај формализовања политичких система који је утицајан на историјски развој појма долази из теорије политичких система.
Поређење и класификација конкретних политичких система врши се од антике и саставни је део политичке науке. У савременој компаративној политичкој науци, државе и де факто режими посебно се приписују различитим облицима политичких система према одређеним критеријумима. Треба напоменути да се у принципу ниједна држава не може свести на правне норме; стварни процеси доношења одлука и однос снага могу знатно одступити од њих, чак и без кршења. Одлучујући за класификацију политичког система стога никада није успостављени устав (де јуре) сама, али пре свега уставна стварност (де факто). Које институције, процесе и одлуке треба узети у обзир и који задаци се приписују политичком систему зависи од конкретног концепта политике.

## Облици владавине
Теоријски основ представничког система настао је у 18. вијеку, у делима Монтескјеа („У духу закона”), Џон Лока, Жан Жак Русоа, Томас Хобса и других. Визија представничког система створена је на бази теоријске критике „старог режима” као стема монократије заснованог на апсолутној власти монарха. Истакнути су принципи суверенитета нације и поделе власти на законодавну, извршну и судску. Подела власти требало би да осигура спречавање злоупотребе. Овлашћења појединих органа власти потребно је конституисати тако да „власт зауставља власт”, како је истакао Монтескје у делу „У духу закона”.
До почетка 20. века, две групе модела биле су одлучујуће у теорији облика политичких система, такозвана троделност и такозвана дихотомија , од којих је свака изнела различите аспекте у први план.

### Класични облици владавине
Трипартитна подела која се обично повезује са Аристотелом , која се може пратити још од Херодота, разликује политичке системе према броју владара (један, неколико, много) и пружа сваком тако идентификованом облику „општег добра“ структурно упоредиву, али „дегенерисана" варијанта.
|                                    | број владара |               |             |
| квалитет доминације                | Један        | Мањина        | Више        |
| оријентисан ка општем добру        | монархија    | аристократија | политика    |
| оријентисан ка сопственом интересу | тиранија     | олигархија    | демократија |

## Савремене категоризације
У последње време, политички системи се такође све више посматрају под три аспекта политике, а то су политика (институционална форма), политика (доношење политичких одлука) и политика (политичка доктрина, циљеви и резолуције). Ипак, на основу историје 19. и 20. века, посебно преласка на хладни рат, предмодерне типологије су се све више развијале у корист нове разлике која није увек била јасна, већ усклађена са стварним односи моћи. У складу са уставном реалношћу, чинило се да су републичке диктатуре више укључене имати заједничко са апсолутним монархијама него са демократским уставним државама, у исто време уставне и пре свега парламентарне монархије личиле су на републику у схватању које је сковао Имануел Кант.
„Често се погрешно схвата, и то не само код лаика, да облик владавине и облик владавине нису исти. Једна држава, попут Велике Британије , може бити монархија у облику власти, али демократија у облику власти, док друга, као што је Совјетски Савез , може комбиновати републикански облик владавине са аутократијом или диктатуром. Као облик владавине, монархија и република нису ни „добре“ ни „лоше“, већ неутралне у смислу слободе од политичких вредности“.— Карл Ловенштајн
Карл Лоевенстеин је стога посматрао облик владавине као формални облик устава и супротставио га облицима вршења власти („облици владе“) који би били од већег значаја за политичка дешавања. Он је разликовао аутократије, под које је такође подвео ауторитарне и тоталитарне режиме, у којима се власт врши неподељено, од уставних облика који се заснивају на подели власти и на привременом преносу власти путем избора.